# Donald Sanderson
Donald „Don“ Sanderson (* 1935 in Newcastle upon Tyne; † 2020) war ein britischer Radrennfahrer.

## Sportliche Laufbahn
Sanderson war der erste britische Radrennfahrer, der in der Internationalen Friedensfahrt eine Etappe gewinnen konnte. 1956 siegte er auf der 10. Etappe vor Dimitar Kolew und wurde 15. der Gesamtwertung. 1955 wurde er Dritter der nationalen Meisterschaft im Straßenrennen des Verbandes B.L.R.C. Er gewann eine Etappe der Tour of Britain. 
Im Rennen der UCI-Straßen-Weltmeisterschaften 1954 kam er als 47. ins Ziel.